# Правый берег (Париж)

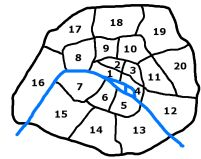
Правый берег Парижа включает округа, расположенные к северу от Сены

Правый берег (фр. rive droite [рив друат]) в Париже, столице Франции, — северная половина города, расположенная справа от реки Сены, если следовать по её течению. Противоположный берег зовётся левым (rive gauche [рив гош]).
На правом берегу находятся следующие муниципальные округа города:
- I округ (за исключением острова Ситэ)
- II округ
- III округ
- IV округ (за исключением островов Ситэ и Сен-Луи)
- VIII округ
- IX округ
- X округ
- XI округ
- XII округ
- XVI округ
- XVII округ
- XVIII округ
- XIX округ
- XX округ